# Face Dances
| Críticas profissionais | Críticas profissionais |
| Avaliações da crítica  | Avaliações da crítica  |
| Fonte                  | Avaliação              |
| ---------------------- | ---------------------- |
| allmusic               | : link                 |

Face Dances é o nono álbum de estúdio da banda de rock britânica The Who. Lançado em 1981, alcançou o quarto lugar nas paradas norte-americanas e o segundo no Reino Unido. Foi o primeiro álbum do The Who lançado após a morte do baterista Keith Moon. O ex-integrante do Small Faces, Kenney Jones foi chamado para substituí-lo.
A capa do álbum apresenta pinturas dos integrantes da banda feitas por vários pintores britânicos, chamados por Peter Blake (autor da capa do álbum Sgt. Pepper's Lonely Hearts Club Band, dos Beatles).

## Faixas
LP
1. "You Better You Bet" (Townshend) - 5:36
2. "Don't Let Go The Coat" (Townshend) - 3:43
3. "Cache Cache" (Townshend) - 3:57
4. "The Quiet One" (Entwistle) - 3:09
5. "Did You Steal My Money" (Townshend) - 4:10
6. "How Can You Do It Alone" (Townshend) - 5:26
7. "Daily Records" (Townshend) - 3:27
8. "You" (Entwistle) - 4:30
9. "Another Tricky Day" (Townshend) - 4:55

CD
Relançamento em CD de 1997 trouxe 5 faixas bônus:
1. "I Like Nightmares" (Townshend) - 3:09
2. "It's In You" (Townshend) - 4:59
3. "Somebody Saved Me" (Townshend) - 5:31
4. "How Can You Do It Alone" (Townshend) - 5:24 (Gravado no Chicago International Amphitheater em 8 de dezembro de 1979.)
5. "The Quiet One" (Entwisle) - 4:28 (Gravado no Shea Stadium em 13 de outubro de 1981)

## Músicos
- Roger Daltrey -  Vocais
- Pete Townshend - Guitarra, teclado, vocais
- John Entwistle - Baixo, metais, vocais
- Kenney Jones - Bateria

## Equipe de produção
- Allen Balzak - Engenheiro de áudio
- Chris Charlesworth - Produtor executivo
- Bill Curbishley - Produtor executivo
- Ted Jensen - Masterização
- Jimmy Patterson - Assistente de áudio
- Teri Reed - Assistente de áudio
- Robert Rosenberg - Produtor executivo
- Bill Szymczyk - Produtor, engenheiro de áudio

## Equipe de pintores - capa do álbum
- Michael Andrews - Pinturas
- Brian Aris - Fotografia
- Clive Barker - Pinturas, fotografia
- Peter Blake - Design de capa, conceito, design
- Patrick Caulfield - Pinturas
- Gavin Cochraine - Fotografia
- Richard Hamilton - Pinturas
- David Hockney - Pinturas
- Howard Hodgkin - Pinturas
- David Inshaw - Pinturas
- Bill Jacklin - Pinturas
- Allen Jones - Pinturas
- R.B. Kitaj - Pinturas
- Tom Phillips - Pinturas
- Patrick Procktor - Pinturas
- Colin Self - Pinturas
- Joe Tilson - Pinturas
- David Tindle - Pinturas